# Anne Lolk Thomsen
Anne Lolk Thomsen, född 15 maj 1983, är en dansk roddare. 
Thomsen tävlade för Danmark vid olympiska sommarspelen 2012 i London, där hon tillsammans med Juliane Rasmussen slutade på 4:e plats i lättvikts-dubbelsculler.
Vid olympiska sommarspelen 2016 i Rio de Janeiro slutade Thomsen och Juliane Rasmussen på 9:e plats i lättvikts-dubbelsculler.